# 国際連合安全保障理事会決議2087
国際連合安全保障理事会決議2087（こくさいれんごうあんぜんほしょうりじかいけつぎ2087、英: United Nations Security Council Resolution 2087）は、2013年1月22日に国際連合安全保障理事会で採択された朝鮮民主主義人民共和国（北朝鮮）に関する決議。略称はUNSCR2087。

## 概要
国際連合安全保障理事会決議2087は、2012年12月12日に北朝鮮によって行われたミサイル発射に対する決議。なお、北朝鮮は人工衛星発射実験と主張している。今回の発射が決議違反であると非難し、北朝鮮による更なるミサイルの発射の禁止、決議の遵守、全ての核兵器
核計画の放棄を要求し、決議1718から制裁の内容を拡充・強化したものとなっている。

## 主な内容
- 加盟国に対してミサイル計画に関与したと認定された個人4人および6団体の資産凍結および個人の入国規制。
- 核・ミサイル関連禁輸対象品目リストの更新
- 資産凍結対象の個人及び団体の関与が疑われる全ての取引の禁止。
- 制裁委員会に対して制裁違反を支援した個人・団体を制裁対象に指定する等、適切な対処を指示。
- 北朝鮮との金融取引への警戒要請を明確化。
- 貨物検査による押収品目の処分方法を明確化。
- 貨物検査が拒否された場合の対応について制裁委員会にガイドラインの作成を指示。
- 決議1718、決議1874の規定を実施するために取った措置を未報告の加盟国に対する報告の要請。
- 国際機関に対して、北朝鮮に関する活動が決議1718、決議1874の規定と適合することを確保するために必要な措置をとることを奨励。

## 成立の経緯
- 2012年12月12日 - 北朝鮮によってミサイル（北朝鮮は人工衛星光明星3号2号機と主張）が発射される。
- 2012年12月13日 - 国連安保理が発射が過去の決議1718と決議1874に対する「明白な違反」に当たると指摘する非難声明を発表[2]。
- 2013年1月22日 - 国連安保理で制裁を強化する決議が全会一致で採択される。